# Kamena Vourla
Kamena Vourla (en griego: Καμένα Βούρλα, lit. 'Quemado Rushes', pronunciación en griego: /kaˈme̞.na ˈvur.la/) es una localidad y un municipio de Ftiótide (Phthiotis), Grecia. En la reforma del gobierno local de 2011 pasó a formar parte del municipio Molos-Agios Konstantinos (del que se convirtió en sede), que fue renombrado a Kamena Vourla en julio de 2018. La población de la ciudad era de 2.796 en el censo de 2011.

## Población
La población del municipio Kamena Vourla era de 12.090 habitantes en 2011, de los cuales 4.728 en la unidad municipal Kamena Vourla y 2.976 en la ciudad propiamente dicha.